# Fungia scutaria
Espèce
Statut CITES
Fungia scutaria est une espèce de coraux appartenant à la famille des Fungiidae.